# William Black
William Black (Glasgow, Lanarkshire, 9 de novembro de 1841 - Brighton, Sussex, 10 de dezembro de 1898) foi um romancista e jornalista escocês. 
Iniciou o estudo da pintura, porém, logo ingressou no jornalismo. Em 1864, em Londres, publica seu primeiro romance, James Marle, que não obteve sucesso. Voltou ao jornalismo como correspondente de guerra, ocasião em que caiu prisioneiro durante a guerra austro-prussiana em 1866. Persistente e tenaz, conseguiu firmar sua popularidade ns Estados Unidos da América, graças à originalidade de suas obras, ao verdadeiro arrojo de sua imaginação.

## Obras
- Amor de Casamento;
- contos e inoscencia;
- Em Costume de Seda;
- Kilmeny;
- O Monarca de Micing Lane;
- A Filha de Helt;
- A Estranha Aventura;
- A Princesa de Tule;
- A Criada de Kileena;
- Três Penas;
- Maluco Cor de Violeta;
- Pastagem Verde e Picadilly;
- Romance Num Iate;
- O Belo Desgraçado, entre outros.